# ByHours
 (décembre 2017).
ByHours est une startup espagnole, la première plate-forme de réservation de microséjours où les hôtels peuvent être réservés à l'heure,,,,,.

## Historique
L'entreprise a été créée en mars 2012 à Barcelone par Christian Rodriguez et Guillermo Gaspart. La société a son siège à Barcelone, en Espagne,. Elle opère dans les principales villes d'Europe, du Moyen-Orient et d'Amérique latine.et compte actuellement[évasif] plus de 2 500 hôtels sur trois continents (971 hôtels en Espagne, 424 en Allemagne, 211 en France, 126 en Colombie et 522 en Italie, , etc.),,,.
L'entreprise propose des réservations d'hôtels dans 50 pays d'Europe, d'Amérique et d'Asie. La société a reçu un financement international de plusieurs investisseurs. Parmi les derniers financements enregistrés, les investissements reçus en avril 2014 (2,6 M €) et en août 2016 (1,5 M €) se distinguent. Son financement initial a été assuré par Cabiedes Partners et Caixa Capital (600 k €) en juillet 2013. En 2014, selon Travelmole, plus de 150 000 réservations ont été effectuées via ByHours dans plus de 1 500 hôtels en Espagne,,,,,,.

## Financement
En juillet 2013, ByHours a levé des fonds initiaux pour 600 000 euros auprès de Cabiedes Partners et de Caixa Capital.

## Prix et reconnaissance
- Meilleur début d'année en Espagne 2012 aux prix Ecommerce[2],[1],[17],[18].
- Eawards 2014 de la meilleure application de l'année en Espagne[1].
- Premier prix dans la catégorie des boutiques en ligne de voyages et de tourisme[2],[17],[18].
- Finaliste des Bully Awards et Red Herring 2014 et 2017